# 1924 chez Disney
L'année 1924 marque le début de la série Alice Comedies du Disney Brothers Studio.

## Événements

### Mars
- 1er mars 1924, Sortie de l'Alice Comedy Alice's Day at Sea[1],[2]

### Avril
- 1er avril 1924, Sortie de l'Alice Comedy Alice's Spooky Adventure[3]

### Mai
- 1er mai 1924, Sortie de l'Alice Comedy Alice's Wild West Show[3].

### Juin
- 1er juin 1924, Sortie de l'Alice Comedy Alice's Fishy Story[4]

### Juillet
- 1er juillet 1924, Sortie de l'Alice Comedy Alice and the Dog Catcher[4]

### Août
- 1er août 1924, Sortie de l'Alice Comedy Alice the Peacemaker[4]

### Novembre
- 1er novembre 1924, Sortie de l'Alice Comedy Alice Gets in Dutch[4]
- 15 novembre 1924, Sortie de l'Alice Comedy Alice Hunting in Africa[3]

### Décembre
- 1er décembre 1924, Sortie de l'Alice Comedy Alice and the Three Bears[5]
- 1er décembre 1924, Sortie de l'Alice Comedy Alice the Piper[6]